# Macrhybopsis australis
Macrhybopsis australis är en fiskart som först beskrevs av Hubbs och Arthur Irving Ortenburger 1929.  Macrhybopsis australis ingår i släktet Macrhybopsis och familjen karpfiskar. Inga underarter finns listade i Catalogue of Life.